# Tautoneura multimaculata
Tautoneura multimaculata är en insektsart som beskrevs av Song och Li 2008. Tautoneura multimaculata ingår i släktet Tautoneura och familjen dvärgstritar. Inga underarter finns listade i Catalogue of Life.